# Arquidiócesis de Porto Velho
La arquidiócesis de Porto Velho (en latín: Archidioecesis Portus Veteris y en portugués: Arquidiocese de Porto Velho) es una circunscripción eclesiástica de la Iglesia católica en Brasil. Se trata de una arquidiócesis latina, sede metropolitana de la provincia eclesiástica de Porto Velho. Desde el 14 de octubre de 2015 su arzobispo es Roque Paloschi.

## Territorio y organización
La arquidiócesis tiene 84 696 km² y extiende su jurisdicción sobre los fieles católicos de rito latino residentes en 13 municipios del estado de Rondonia: Alto Paraíso, Ariquemes, Buritis, Cacaulândia, Campo Novo de Rondônia, Candeias do Jamari, Cujubim, Itapuã do Oeste, Machadinho d'Oeste, Monte Negro, Rio Crespo, Vale do Anari y Porto Velho.
La sede de la arquidiócesis se encuentra en la ciudad de Porto Velho, en donde se halla la Catedral del Sagrado Corazón de Jesús.
En 2021 en la arquidiócesis existían 30 parroquias agrupadas en 2 regiones pastorales: Ariquemes y Porto Velho. 
La arquidiócesis tiene como sufragáneas a las diócesis de: Cruzeiro do Sul, Guajará-Mirim, Humaitá, Ji-Paraná, Río Branco y a la prelatura territorial de Lábrea.

## Historia
La prelatura territorial de Porto Velho fue erigida el 1 de mayo de 1925 con la bula Inter Nostri del papa Pío XI, obteniendo el territorio de las diócesis de Amazonas (hoy arquidiócesis de Manaos) y São Luiz de Cáceres. Originalmente era sufragánea de la arquidiócesis de Belém do Pará.
El 1 de marzo de 1929 cedió una parte de su territorio para la erección de la prelatura territorial de Guajará-Mirim (hoy diócesis de Guajará-Mirim) mediante la bula Animarum cura del papa Pío XI.
El 31 de enero de 1948 se instituyó el cabildo catedralicio a raíz de la bula In maximo cuiusvis del papa Pío XII.
El 16 de febrero de 1952 pasó a formar parte de la provincia eclesiástica de la arquidiócesis de Manaos.
El 26 de junio de 1961 cedió una porción de su territorio para la erección de la prelatura territorial de Humaitá (hoy diócesis de Humaitá) mediante la bula Fertile Evangelii del papa Juan XXIII.
El 3 de enero de 1978 cedió otra porción de su territorio para la erección de la prelatura territorial de Vila Rondônia (hoy diócesis de Ji-Paraná) mediante la bula Tametsi munus del papa Pablo VI.
El 16 de octubre de 1979 la prelatura territorial fue elevada a diócesis con la bula Cum praelaturae del papa Juan Pablo II.
El 4 de octubre de 1982 la diócesis fue elevada a su vez al rango de arquidiócesis metropolitana con la bula Qui beati Petri del papa Juan Pablo II.

## Estadísticas
Según el Anuario Pontificio 2022 la arquidiócesis tenía a fines de 2021 un total de 416 413 fieles bautizados.
| Año                                                                             | Población            | Población | Población      | Sacerdotes | Sacerdotes    | Sacerdotes    | Bautizados por sacerdote | Diáconos permanentes | Religiosos | Religiosos | Parroquias |
| Año                                                                             | Bautizados católicos | Total     | % de católicos | Total      | Clero secular | Clero regular | Bautizados por sacerdote | Diáconos permanentes | Varones    | Mujeres    | Parroquias |
| ------------------------------------------------------------------------------- | -------------------- | --------- | -------------- | ---------- | ------------- | ------------- | ------------------------ | -------------------- | ---------- | ---------- | ---------- |
| 1949                                                                            | 45 000               | 100 000   | 45.0           | 10         |               | 10            | 4500                     |                      | 15         | 26         | 2          |
| 1966                                                                            | 240 000              | 250 000   | 96.0           | 14         |               | 14            | 17 142                   |                      | 4          | 26         | 4          |
| 1970                                                                            | 180 000              | 180 000   | 100.0          | ?          | ?             | ?             | ?                        |                      | ?          | ?          | 5          |
| 1976                                                                            | 291 000              | 300 000   | 97.0           | 23         | 3             | 20            | 12 652                   |                      | 23         | 24         | 10         |
| 1980                                                                            | 177 000              | 185 400   | 95.5           | 20         | 3             | 17            | 8850                     |                      | 22         | 29         | 17         |
| 1990                                                                            | 212 000              | 221 000   | 95.9           | 34         | 10            | 24            | 6235                     | 1                    | 29         | 46         | 22         |
| 1999                                                                            | 432 970              | 463 950   | 93.3           | 43         | 10            | 33            | 10 069                   | 2                    | 85         | 63         | 27         |
| 2000                                                                            | 598 000              | 664 958   | 89.9           | 29         | 7             | 22            | 20 620                   | 1                    | 65         | 63         | 28         |
| 2013                                                                            | 464 000              | 680 000   | 68.2           | 44         | 13            | 31            | 10 545                   |                      | 79         | 86         | 26         |
| 2016                                                                            | 475 900              | 697 700   | 68.2           | 34         | 8             | 26            | 13 997                   |                      | 48         | 72         | 28         |
| 2019                                                                            | 463 489              | 835 858   | 55.5           | 41         | 15            | 26            | 11 304                   |                      | 32         | 75         | 26         |
| 2021                                                                            | 416 413              | 867 882   | 48.0           | 43         | 14            | 29            | 9684                     |                      | 43         | 70         | 30         |
| Fuente: Catholic-Hierarchy, que a su vez toma los datos del Anuario Pontificio. |                      |           |                |            |               |               |                          |                      |            |            |            |

## Episcopologio
- Sede vacante (1925-1946)

- João Batista Costa, S.D.B. † (1 de octubre de 1946-9 de junio de 1982 retirado)
- José Martins da Silva, S.N.D. † (4 de octubre de 1982-3 de septiembre de 1997 renunció)
- Moacyr Grechi, O.S.M. † (29 de julio de 1998-30 de noviembre de 2011 retirado)
- Esmeraldo Barreto de Farias, Ist. del Prado (30 de noviembre de 2011-18 de marzo de 2015 nombrado obispo auxiliar de São Luís do Maranhão[nota 1])
- Roque Paloschi, desde el 14 de octubre de 2015